# Luftangriff bei Kundus

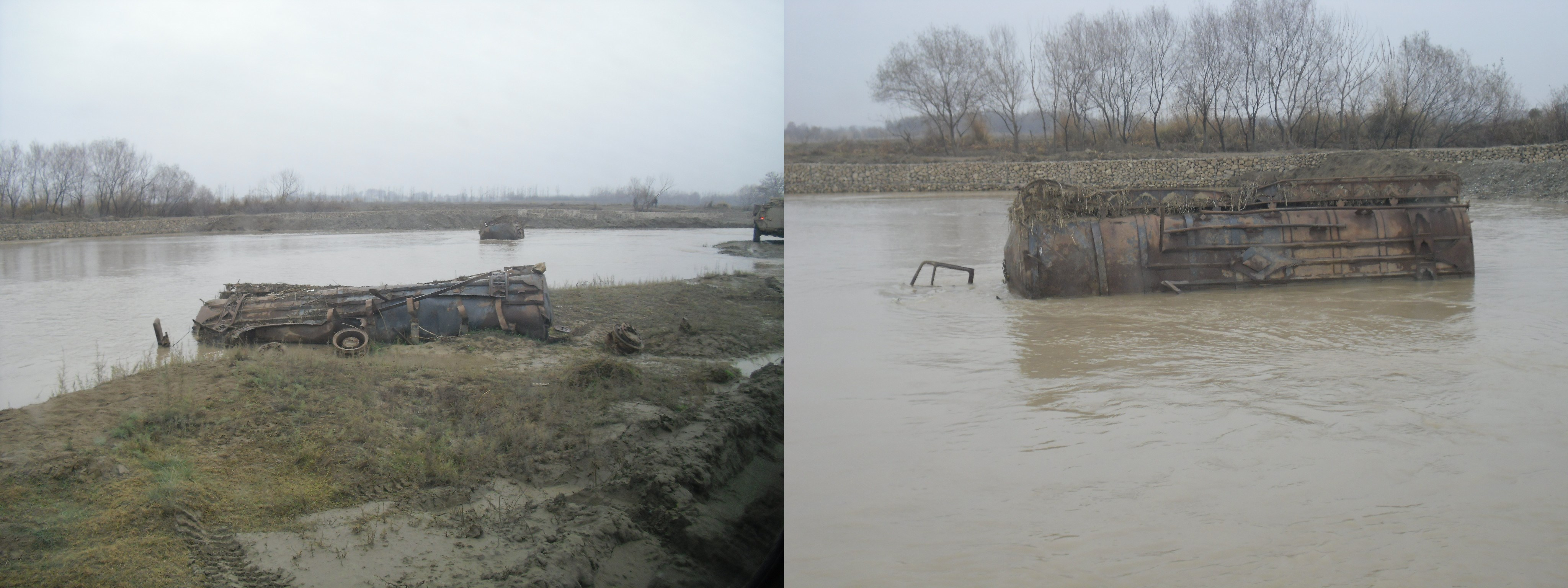
Wracks der beiden am 4. September 2009 durch einen Luftangriff zerstörten Tanklastwagen im Kundus-Fluss

Als Luftangriff bei Kundus (auch: Kunduz) wird der Abwurf von zwei 500-Pfund-Bomben auf zwei mit Benzin und Diesel gefüllte Tanklastwagen nahe der afghanischen Provinzhauptstadt Kundus am 4. September 2009 bezeichnet. Durch den Angriff wurden die Tanklastwagen und zwei unmittelbar daneben stehende Schleppfahrzeuge zerstört, außerdem zahlreiche Zivilisten und Taliban getötet oder verletzt.
Die Bombardierung war von dem damaligen Oberst der Bundeswehr Georg Klein in seiner Eigenschaft als militärischer Leiter des Provinz-Wiederaufbauteams (PRT) veranlasst und unter Mitwirkung von Hauptfeldwebel Markus Wilhelm als Fliegerleitoffizier des PRT durchgeführt worden.
Die Zahl von mindestens 91 Opfern stellt die bisher größte Zahl von Opfern bei einem Einsatz sowohl in der Geschichte der Bundeswehr als auch durch Kräfte der ISAF dar. Die von der Bundesrepublik Deutschland aus humanitären Gründen an die Opfer und ihre Hinterbliebenen erbrachten Unterstützungsleistungen beruhten ausschließlich auf rechtlich freiwilliger Grundlage (sog. Ex-gratia-Leistungen).
Der Angriff und die folgenden Reaktionen der Bundeswehrführung wurden sowohl aus dem Inland wie aus dem Ausland stark kritisiert. Als deutlich wurde, dass der damalige Bundesverteidigungsminister Franz Josef Jung Parlament und Öffentlichkeit verspätet, unvollständig oder falsch über die Tötung von Zivilisten informiert hatte, trat er am 27. November 2009 als Bundesarbeitsminister zurück. Sein Nachfolger als Bundesverteidigungsminister Karl-Theodor zu Guttenberg hatte am Vortag den Generalinspekteur der Bundeswehr Wolfgang Schneiderhan und den Staatssekretär Peter Wichert mit der Begründung, sie hätten ihm Informationen zu dem Angriff vorenthalten, ihrer Ämter enthoben. Ab dem 21. Januar 2010 versuchte der Verteidigungsausschuss, die Vorgänge als parlamentarischer Untersuchungsausschuss aufzuklären. Der Abschlussbericht wurde am 25. Oktober 2011 dem Deutschen Bundestag vorgelegt und am 1. Dezember 2011 im Plenum abschließend debattiert.
Am 19. April 2010 gab die Bundesanwaltschaft bekannt, dass sie das Ermittlungsverfahren gegen Klein und Wilhelm wegen der Tötung von Zivilisten eingestellt habe. Dabei wurde darauf abgestellt, dass sich deren Einlassung, sie hätten in der Überzeugung gehandelt, bei den Personen in der unmittelbaren Nähe der Tanklastwagen habe es sich um bewaffnete Aufständische gehandelt, nicht habe widerlegen lassen; doch selbst wenn mit der Tötung mehrerer Dutzend Zivilisten hätte gerechnet werden müssen, wäre der Einsatz nach Ansicht der GBA völkerrechtlich zulässig gewesen. Auch alle weiteren Gerichtsprozesse gegen Beteiligte oder die Bundesrepublik Deutschland waren nicht erfolgreich.

## Allgemeine Lage
In den Tagen und Wochen vor dem Luftangriff war die Lage im Raum Kundus extrem angespannt, die ISAF-Truppen im Raum Kundus wurden immer wieder in heftige Gefechte verwickelt. In Feuergefechten fielen 2009 mehrere deutsche Soldaten oder wurden verwundet. Seit längerem gab es Hinweise, dass Fahrzeuge, gefüllt mit Treibstoff, als rollende Bomben gegen das Lager Kundus eingesetzt werden sollten. Wenige Tage zuvor war in Kandahar ein solcher Angriff verübt worden, bei dem 47 Menschen starben.
Am Vortag des Luftangriffs waren erneut vier deutsche Soldaten verwundet und ein Fahrzeug zerstört worden, als die Taliban die Bundeswehr mit Handfeuerwaffen und Panzerfäusten angegriffen hatten.
Zum Zeitpunkt der Tanklasterentführung befand sich eine von drei Infanteriekompanien der Quick Reaction Force der Bundeswehr in schwere Gefechte verwickelt im Rahmen der NATO-Operation Aragon weitab im Raum Archi. Die Schützenpanzer vom Typ Marder waren während der Nacht nicht verfügbar, weil sie weit entfernt von Kundus gegen Taliban-Kämpfer eingesetzt wurden. Auch schwere Artillerie war in Nordafghanistan nicht verfügbar (die Panzerhaubitze 2000 wurde erst im Mai 2010 in den Norden verlegt), weshalb für Oberst Klein nur ein Luftangriff in Frage kam, um militärisch zu reagieren. Die beiden anderen Infanteriekompanien des PRT Kundus waren durch Routineaufgaben gebunden.

## Ablauf

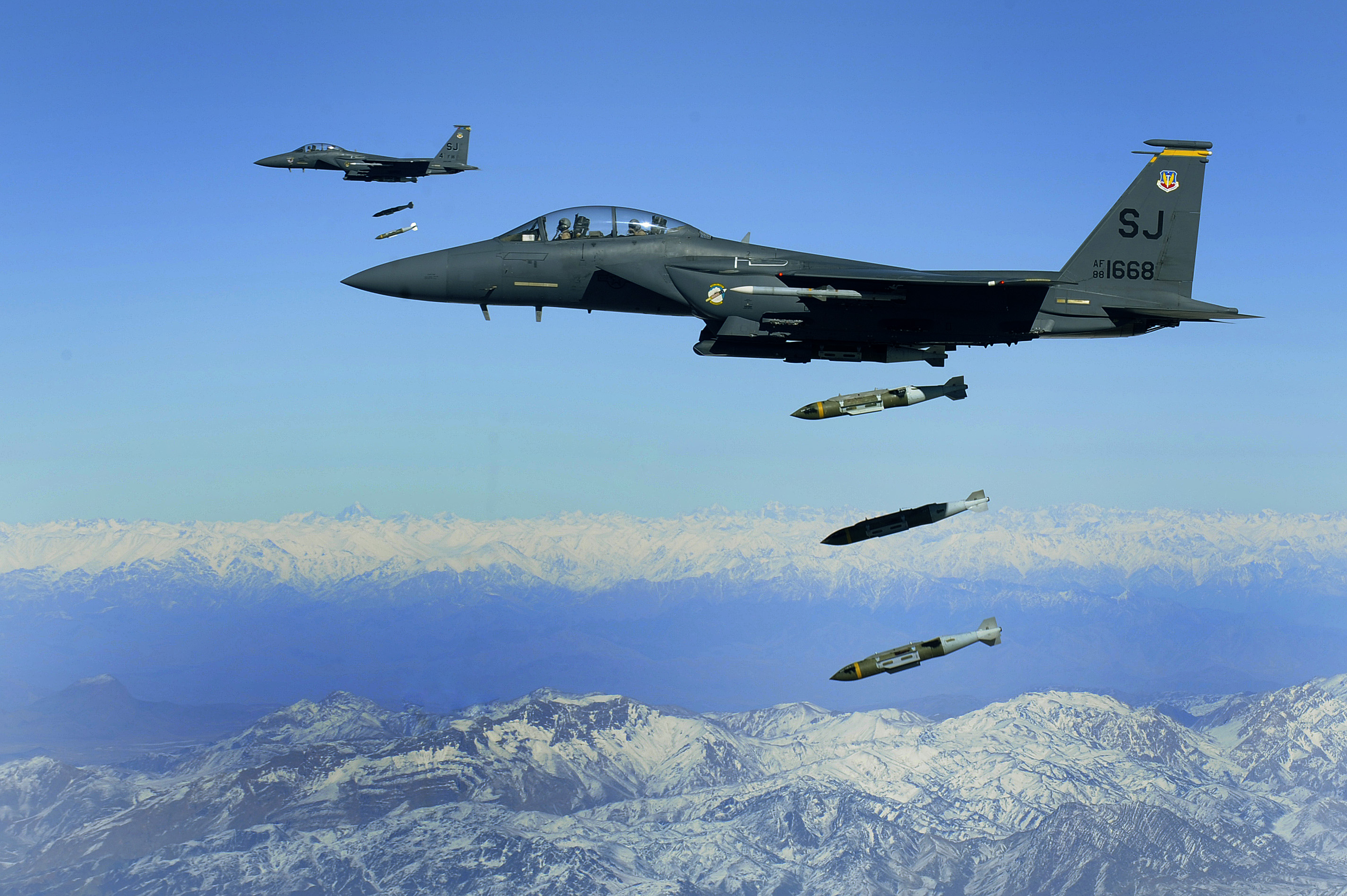
Zwei F-15E beim Abwurf von JDAM über Afghanistan 2009

Am 3. September 2009 um 15:30 Uhr Ortszeit wurden ein mit Benzin und ein mit Diesel beladener ziviler Tanklaster nach einer Reifenpanne auf einer Fernstraße bei Aliabad – etwa acht Kilometer vom Bundeswehr-Camp bei Kundus entfernt – durch Taliban entführt. Dabei wurde einer der beiden Fahrer getötet, der andere überlebte Gefangenschaft und Luftangriff. Die Laster entfernten sich zunächst auf der Straße aus der Gegend des deutschen Lagers. Beim Versuch, den Fluss Kundus zu überqueren, etwa 7 Kilometer Luftlinie vom Feldlager des PRT Kundus entfernt, blieben diese in einer Furt manövrierunfähig liegen.
Daraufhin forderten die Entführer über Mobiltelefone bei weiteren Taliban aus der Umgebung Unterstützung zur Befreiung der geraubten Fahrzeuge an.
Der Gouverneur von Kundus, Mohammad Omer, informierte gegen 19:15 Uhr seinen Polizeichef über die entführten Tanklaster. Kurz darauf gab die afghanische Polizei die Informationen an den Kontaktbeamten der EU-Polizeimission im Bundeswehr-Feldlager Kundus weiter. Die Nachrichten beinhalteten, dass die Tanklaster aus dem Bereich des PRT Kundus heraus in den Distrikt Chahar Darah verbracht werden sollten, wozu sie den Kundus-Fluss hätten überqueren müssen. Nach Meldung von AP und Angaben im Feldjäger-Bericht (s. u.) soll daraufhin das PRT KDZ die entführten Tanker mit Drohnen, über welche die Bundeswehr dort seit einigen Wochen verfügte, bis zum Kundus-Fluss verfolgt und „67 Taliban-Kämpfer gezählt“ haben. Inzwischen forderten andere Talibankämpfer in einer Moschee dazu auf, ihnen zu helfen. Aus 16 Dörfern machten sich Bewohner in Fahrzeugen oder zu Fuß auf den Weg zur Sandbank. Der Kommandeur des PRT, Oberst Georg Klein, wurde gegen 20:30 Uhr (nach anderen Quellen erst um 21:12 Uhr) über die Vorgänge informiert. Er ließ die Drohnenüberwachung wegen Arbeitszeitbegrenzung beenden und forderte stattdessen einen US-Bomber vom Typ B-1B an, der, mit Sniper-ATP-Aufklärungsgerät ausgerüstet, zu dieser Zeit durch die Task Force 47 (TF47) der Bundeswehr zur Aufklärung eines Überfalls auf ihre Truppen 60 km vom Bundeswehrlager entfernt eingesetzt war. Wegen falscher Koordinatenangaben fand das Flugzeug die beiden Fahrzeuge erst gegen 00:15 Uhr und übertrug dann seine Aufnahmen live an den Kommandostand der TF47. Dort stand der Nachrichtenoffizier der TF47 über eine Kette weiterer Personen indirekt mit einem afghanischen Informanten in Verbindung, der ohne eigenen Sichtkontakt per Mobiltelefon über die Lage um die Tanklaster berichtete. Oberst Klein wurde wieder in den Kommandostand gerufen. Für ihn führte ein Fliegerleitoffizier (Forward Air Controller, FAC) den Funkverkehr. Oberst Klein war entgegen ersten Presseberichten nicht Kommandeur der TF47, sondern war als Kommandeur des Wiederaufbauteams (PRT) Kundus regelmäßig auf die Zusammenarbeit mit ihr angewiesen. Die TF47 bestand etwa zur einen Hälfte aus KSK-Soldaten, zur anderen Hälfte aus Fernspähern, und unterstand dem deutschen Kommando Führung Spezielle Operationen und dem ISAF-Hauptquartier Spezialkräfte. Das Flugzeug musste wegen Treibstoffmangels zu seiner Basis zurückkehren.
Inzwischen hatten die Funkaufklärung der Bundeswehr und des Bundesnachrichtendienstes und Angaben des Informanten ergeben, dass sich auch die Talibankommandeure Mullah Siah, Mullah Nasruddin, Mullah Abdul Rahman und Maulawi Naim, die damals den Hauptteil der Aufständischen im Aliabad-Distrikt führten, bei den Tanklastern befanden. Der Fliegerleitoffizier fragte um 00:49 Uhr erneut bei der NATO-Luftzentrale in Kabul nach Luftunterstützung und meldete auf Nachfrage, es bestehe Feindkontakt (troops in contact, TIC), obwohl sich laut verschiedener später vorgelegter Berichte keine NATO-Soldaten oder afghanischen Kräfte in unmittelbarer Nähe der beiden Tankfahrzeuge befanden. Zwei F-15E-Kampfflugzeuge trafen daraufhin gegen 01:08 Uhr über dem Einsatzgebiet ein. Sie lieferten den Deutschen erneut Live-Bilder vom Einsatzort. Obwohl über das Schicksal des zweiten Lastwagenfahrers keine Informationen vorlagen, wurde den Piloten (Funk-Rufnamen Dude 15 und Dude 16) versichert, es gebe keine eigenen Kräfte (friendly forces) in der Nähe der Tankwagen. Als eines der Besatzungsmitglieder die Deutschen um weitere Aufklärung der Lage bat, lehnte dies der Fliegerleitoffizier ab und gab den Befehl seines Vorgesetzten Klein zum Abwurf von Bomben durch. Dude 15 schlug vor, eine höhere Autorität in die Entscheidung einzubinden, „damit wir beide gedeckt sind“. Der Fliegerleitoffizier lehnte ab, die Freigabe komme vom Kommandeur des deutschen Wiederaufbau-Teams, „der neben mir sitzt“. Das fünfmalige Angebot der Besatzungsmitglieder, die Personen an den Tanklastern vor der Bombardierung durch einen Tiefflug zu vertreiben („show of force“), wurde von den Deutschen ebenfalls abgelehnt.
Auf die Frage eines Besatzungsmitgliedes „Wollen Sie die Fahrzeuge oder die Leute treffen?“ antwortete der Fliegerleitoffizier: „Wir wollen versuchen, die Leute zu treffen“, die Bomben sollten daher zwischen die Tanklastwagen, wo sich viele Personen aufhielten, platziert werden. Auf die Frage eines Besatzungsmitgliedes, ob die Personen um die Tankfahrzeuge eine unmittelbare Bedrohung (imminent threat) darstellten, wurde das – eine umstrittene Aussage – bestätigt. Damit war die Bombardierung nach den ISAF-Regeln für die Bomberbesatzung formal legitimiert.
Der Fliegerleitoffizier Red Baron forderte den Einsatz von sechs Bomben. Dem widersprachen die Besatzungsmitglieder, die einen Abwurf von zwei Bomben als ausreichend ansahen. Letztendlich warfen die beiden Besatzungsmitglieder am 4. September 2009, 01:49 Uhr Ortszeit zwei Bomben des Typs GBU-38 ab, machten im Rahmen des Battle Damage Assessment bis 02:28 Uhr Überflüge über dem Gebiet, meldeten 56 Tote und 11 bis 14 Überlebende, die nach Nordost flohen, und drehten in Richtung auf ihre Einsatzbasis ab. Das PRT Kundus informierte das Regionalkommando Nord erst um 3:13 Uhr über den Vorfall, wobei 54 Aufständische getötet worden seien und 14 hätten fliehen können. Es habe unter den Zivilisten keine Verluste gegeben. Mullah Abdul Rahman und ein weiterer Taliban-Kommandeur sollen überlebt haben.

## Meldungen und Berichte zum Ereignis aus Afghanistan
Bis zum 6. November 2009 wurden zehn militärische und zivile Berichte aufgeführt, später wurden aus anderen Quellen weitere teils nicht zur Veröffentlichung bestimmte Daten bekannt:

### Tagebuch der US-Streitkräfte
Am 25. Juli 2010 stellte WikiLeaks das Afghan War Diary, einen Auszug aus einer Sammlung von mehr als 91.000 internen Dokumenten der US-Streitkräfte zum Afghanistan-Einsatz von 2004 bis 2009, ins Netz. Zu dem Luftangriff wird darin zunächst berichtet, dass am 3. September 2009 „Aufständische“ zwei Treibstoff-Tankwagen gestohlen hätten und nun beabsichtigten, sie über den Fluss Kundus in die Provinz Char Darah zu bringen. Gegen 17:30 Uhr sei dann festgestellt worden, dass die Tankwagen im Schlamm festgefahren seien und von bis zu 70 Aufständischen umlagert wären. Nachdem der Kommandeur des PRT sichergestellt habe, dass keine Zivilisten in der Nähe seien („after ensuring that no civilians were in the vicinity“), habe er einen Luftangriff genehmigt. Nach Abwurf von zwei Bomben um 21:19 Uhr sei um 21:58 Uhr durch Luftaufklärung festgestellt worden, dass 56 Personen getötet wurden und 14 Personen nach Nordosten fliehen.

### Bericht des Regionalkommandos der Bundeswehr
Bereits wenige Stunden nach dem Luftschlag hatte das deutsche Regionalkommando im Camp Marmal in Masar-e Scharif an das Einsatzführungskommando der Bundeswehr in Geltow bei Potsdam klare Hinweise auf zivile Verletzte gemeldet. Das soll beispielsweise aus Anlage 23 des Feldjägerdienstberichts hervorgehen (s. u.): im Krankenhaus von Kundus seien sechs Patienten im Alter von zehn bis zwanzig Jahren im Zusammenhang mit dem Luftschlag behandelt worden. Das Regionalkommando meldete ebenfalls unverzüglich unter Berufung auf NATO-Verbündete, dass Talibankämpfer vor dem Bombenangriff eine Moschee gestürmt hätten und mehrere Dorfbewohner zwangen, mit Traktoren bei der Bergung des Benzins zu helfen. 14 von ihnen seien seitdem verschwunden. Auch bereits am 4. September 2009 hatte das Regionalkommando unter Berufung auf NATO-Verbündete zwei Leichen im „Teenager-Alter“ nach Potsdam gemeldet. Etwas später am selben Tag allerdings riet der Kommandeur des Regionalkommandos, Brigadegeneral Jörg Vollmer, dem Einsatzführungsstab in Potsdam, Aussagen von Oberst Klein innerhalb der Bundeswehr nicht zu verwenden: „Nach jetzigem Stand wird eine Weitergabe an den Einsatzfuehrungsstab nicht [unterstrichen] empfohlen“. Er bezog sich dabei darauf, dass auch ein Bericht an die ISAF nachträglich abgeändert worden war (s. u.).

### Bericht des BND an das Bundeskanzleramt
Am 4. September 2009 um 8.06 Uhr erhielt die für Nachrichtendienste zuständige Abteilung 6 des Bundeskanzleramts eine E-Mail des Bundesnachrichtendienstes (BND), die unter der Betreffzeile „Menschenmassen sterben bei Explosion in Afghanistan“ unter Bezug auf eine Meldung der BBC über den Luftangriff berichtete: „Das Verheerende daran ist, dass dabei zahlreiche Zivilisten ums Leben gekommen sind (Zahlen variieren von etwa 50 bis 100)“ Nach der auszugsweisen Veröffentlichung durch Presse und Fernsehen am 25. März 2010 bestätigte das Presse- und Informationsamt der Bundesregierung diese E-Mail, bezeichnete sie aber als lediglich „unverbindliche Erstinfo des BND“.

### Bericht des Bundeswehr-Stützpunktes an die ISAF
Der Bundeswehrstützpunkt Kundus stellte am 4. September gegen 15:30 Uhr die übliche Aufklärungszusammenfassung (Intelligence Summary, INTSUM) in das ISAF-Netz ein. Darin hieß es dieses Mal, es sei möglich, dass die Aufständischen den Treibstoff der Tanklaster an die lokale Bevölkerung verteilt hätten, und: „It cannot be excluded that civilians were among the casualties“. Diese Meldung erreichte auch den Befehlshaber des Einsatzführungskommandos der Bundeswehr in Potsdam, Generalleutnant Rainer Glatz. Er notierte auf dem Ausdruck: „Wenn das so stimmt und durch COMPRT [den Kommandeur des PRT Kunduz Oberst Klein] bestätigt werden sollte, ist das ein Verstoß gegen die Tactical Directive des COMISAF. Dann hätte man schlimmstenfalls CIVCAS [Tod und Verwundung von Zivilisten] in Kauf genommen.“ Glatz telefonierte mit General Vollmer in Masar-e Scharif. Der ließ daraufhin die bisherige Version des Berichts aus dem ISAF-Netz löschen und stattdessen gegen 20 Uhr einen neuen Bericht einstellen, der die vorgenannten Passagen zur Beteiligung von Zivilisten nicht mehr enthielt. Glatz begründete dies damit, dass „Details noch nicht valide nachgeprüft waren“. Nach Veröffentlichung dieser Vorgänge durch die Medien am 4. März 2010 kurz vor der geplanten Befragung von Glatz und Vollmer durch den Untersuchungsausschuss wurde diese auf den 15. März 2010 verschoben. Es kam einerseits zum Vorwurf der Vertuschung durch die Bundeswehrführung, andererseits zum gemeinsamen Beschluss, wegen Geheimnisverrats ermitteln zu lassen.

### Bericht eines Oberstarztes
Ein deutscher Oberstarzt im Regionalkommando in Masar-e Scharif (Camp Marmal) berichtete ebenfalls am Abend des Luftangriffs ans Einsatzführungskommando der Bundeswehr in Potsdam erst von einem Kind, später von zwei etwa 14 Jahre alten Jungen mit offenem Bruch und Schrapnell-Verletzungen.

### Voruntersuchungen des ISAFInitial Action Teams (IAT)
Am 4. September 2009 um 17:20 Uhr traf im Auftrag des ISAF-Kommandeurs General Stanley A. McChrystal ein ISAF-Voruntersuchungsteam (Initial Action Team, IAT) unter Führung des britischen Air Commodore Paddy Teakle (zuständiger Direktor für Luftoperationen im Hauptquartier der ISAF) und des US-amerikanischen Rear Admiral Gregory J. Smith (Director of Communication, Strategic Communication Directorate International Security Assistance Force and United States Forces Afghanistan) in Begleitung von Journalisten der Washington Post (darunter Rajiv Chandrasekaran) in Kundus ein. Dort hielt sie der Kommandeur des deutschen Feldlagers davon ab, den Ort des Luftangriffs oder das Krankenhaus von Kundus aufzusuchen, denn dies sei wegen der Verärgerung der Einwohner zu gefährlich. Später waren die Untersucher allerdings überrascht, dass Einheimische den Luftangriff als gelungen lobten und geltend machten, dabei seien nur Aufständische oder Diebe zu Schaden gekommen. Zunächst wurden die Vorgänge also nur im Feldlager besprochen. Das Ergebnis war aber nach Eindruck der Journalisten besorgniserregend. So hätten die Videoaufnahmen der Bomberpiloten gezeigt, dass vor dem Angriff etwa 100 Personen als schwarze Punkte an den Tanklastern zu erkennen waren. Danach nur noch einige wenige, die davonliefen, also überlebt hatten, während die meisten der etwa 100 Punkte verschwunden waren.
Am Vormittag des 5. September 2009 überflog das Initial Action Team (IAT) die Unglücksstelle und besuchte doch noch das Krankenhaus und fand dort Kinder und Jugendliche mit Splitter- und Brandverletzungen vor. Am Nachmittag des 5. September 2009 traf McChrystal im Feldlager ein, wo sich ab 10:00 Uhr inzwischen zusätzlich Mitglieder einer von Präsident Karsai entsandten Regierungskommission befanden. Ab 12:30 Uhr traf im PRT Kundus auch der Kommandeur der Bundeswehr in Masar-e Scharif und Regional Commander North, Brigadegeneral Jörg Vollmer ein und nahm an allen Gesprächen McChrystals zum Vorfall teil. McChrystal fuhr trotz erneuter Warnung der Deutschen ab 16:00 Uhr zum Ort des Luftangriffs, wo sich allerdings keine Leichen mehr fanden. Außerdem besuchte er in Begleitung auch eines deutschen Fernsehteams das Krankenhaus und ließ sich vor der Kamera von einem verletzten Jugendlichen den Luftangriff schildern. Diese Aufnahmen wurden am 6. September 2009 von mehreren deutschen Sendern ausgestrahlt. Auf der Grundlage des Videovergleichs und der Besuche im Krankenhaus gab die Kommission am selben Tag in einem 27-seitigen Bericht bekannt, dass bei dem Luftangriff etwa 125 Personen getötet worden waren, davon mindestens zwei Dutzend, die nicht als Aufständische eingeordnet wurden.

### Meldung von Oberst Klein
Am 5. September 2009 verfasste Oberst Klein eine zweiseitige Meldung an Generalinspekteur Schneiderhan, dem sie am 6. September 2009 zuging. Darin soll es heißen: „Am 4. September um 01:51 Uhr entschloss ich mich, zwei am Abend des 3. September entführte Tanklastwagen sowie an den Fahrzeugen befindliche INS durch den Einsatz von Luftstreitkräften zu vernichten“ – INS steht für Insurgents, also Aufständische. Den Bombenabwurf habe er befohlen, „um Gefahren für meine Soldaten frühzeitig abzuwenden und andererseits mit höchster Wahrscheinlichkeit nur Feinde des Wiederaufbaus Afghanistans zu treffen“. Dazu ist anzumerken, dass es sich bei der Formulierung „vernichten“ um einen militärisch exakt definierten Begriff handelt (siehe Wirkungsart), und also nicht um eine nur von Oberst Klein benutzte, besonders martialische Ausdrucksweise.

### Bericht des Gouverneurs der Provinz Kundus
Der deutsche Verteidigungsminister Jung erhielt zudem einen afghanischen Bericht über die Vorgänge vom 4. September 2009, der unterzeichnet war von Mohammed Omar sowie dem Polizeichef der Provinz Kundus, dem NDS-Chef der Provinz Kundus, dem Provinzratsvorsitzenden der Provinz Kundus und dem Kommandeur der 2009 neu aufgestellten 2. Brigade des 209. Korps der Afghanischen Nationalarmee (ANA). Darin hieß es: „Durch die Explosion wurden 56 bewaffnete Personen getötet und 12 Personen verletzt. Die Verletzten hatten Verbrennungen und wurden ins Krankenhaus nach Kundus gebracht, wo ein Verletzter am 4. September 2009 seinen Verletzungen erlag […] Nach Gesprächen mit Dorfbewohnern und Augenzeugen wurde bewiesen, dass alle Getöteten zu den Taliban und deren Verbündeten gehören.“ Am 7. September 2009 hatte Omar in einem Interview ergänzt, Klein habe „die richtige Entscheidung zur richtigen Zeit getroffen und dabei sehr besonnen gehandelt“. Die „Deutschen haben die volle Unterstützung der Bevölkerung. Bei uns sind keine Beschwerden über zivile Opfer eingegangen, wie das sonst in solchen Fällen üblich ist.“ Wer sich tief in der Nacht bei den Tanklastern aufgehalten habe, müsse kriminell oder Unterstützer der Taliban gewesen sein. Die Kritik der Amerikaner komme wohl eher aus dem Bauch heraus, „wahrscheinlich haben die Amerikaner nicht gut gegessen und schlecht geträumt“. Allerdings sind die Äußerungen des Gouverneurs vor dem Hintergrund zu werten, dass er zwar 2008 dem damaligen Innenstaatssekretär August Hanning zugesagt hatte, eng mit den deutschen Behörden zu kooperieren, der BND danach aber immer wieder Telefonate des Gouverneurs abgehört hatte, die zeigten, dass Omar ISAF-Informationen sogleich an Aufständische weitergab.

### Untersuchungskommission im Auftrag des Präsidenten Afghanistans
Auf Anordnung des Präsidenten der Islamischen Republik Afghanistan Hamid Karzai wurde eine weitere Untersuchungskommission eingesetzt. Ihr gehörten Vertreter des Innenministeriums, des Verteidigungsministeriums, des NDS und ein Vertreter des Präsidenten an. Am 13. November 2009 gab die Kommission bekannt, durch die Bombardierung habe es 119 Tote und Verletzte gegeben, darunter 30 tote Zivilisten und 20 tote unbewaffnete Taliban, insgesamt 69 getötete Taliban-Kämpfer, weiterhin wurden neun Zivilisten und elf Aufständische verletzt.

### Feldjägerbericht, Untersuchungsbericht zum Close Air Support KUNDUZ
Am 14. September 2009 erhielt die Bundeswehr bei Potsdam durch Kurier eine nach Presseberichten etwa 100 Seiten umfassende Sammlung von Berichten und Anlagen, die durch den für Kundus zuständigen Feldjägerführer Oberstleutnant Brenner zusammengestellt und durch eine CD und DVD ergänzt worden war. Der Inhalt ist bisher nicht offiziell veröffentlicht. Bei WikiLeaks ist allerdings ein Faksimile abrufbar, das auf den ersten 8 Seiten auf formlosem Papier einen „Untersuchungsbericht zum Close Air Support KUNDUZ“ vom 9. September 2009 von „Oberstleutnant Brenner, FjgFhr i.E., 20. Deutsches Einsatzkontingent ISAF, Mazar-e-Sharif“, darstellt und um weitere 32 Seiten ergänzt ist. Diese zeigen teilweise militärische Briefköpfe. Das jüngste Papier ist ein Bericht vom 26. November 2009. Mehrere deutsche Medien veröffentlichten Texte, die mit den WikiLeaks-Dokumenten wortgleich sind. So heißt es in beiden Texten: „Aus den Unterlagen geht nicht hervor, welcher Personenkreis […] zur nächtlichen Entscheidung des Kdr PRT KDZ beigetragen hat. Der Rechtsberater-StOffz […] war hierbei nicht eingebunden. […] Die Klärung der […] möglichen Versäumnisse hat besondere Bedeutung, da aufgrund der im PRT Kundus vorhandenen Aufklärungsergebnisse offensichtlich war, dass der Bombenabwurf zu zahlreichen Toten und Verletzten führen wird, ohne dass unmittelbar vor und nach dem Vorfall adäquat gehandelt wurde.“
Aus den von WikiLeaks (im Folgenden zitiert als WL) veröffentlichten Texten ergibt sich:
Eine umgehende Schadensuntersuchung vor Ort sei unterblieben, obwohl diese „on scene Battle Damage Assessment (BDA)“ nach ISAF-Vorgabe grundsätzlich bis zwei Stunden nach dem Ereignis hätte veranlasst werden müssen (WL 3-4). Das TOC-Protokoll (Ablaufkalender) berichte zwar „von bestätigten [bestätigten im Druck unterstrichen] Todes-Angaben […], eine Quelle hierfür wird [aber] nirgends genannt. Daher besteht die Frage, ob diese Bestätigung nur auf Grundlage der [Flugzeug-Videos] gesehen wurde oder ob es weitere Kräfte im Bereich des Vorfalls gab, deren Beobachtungen die Grundlage für diese Bestätigungen waren“ (WL 4, 39).
Hinweise auf ein bislang unbekanntes On-scene-BDA gibt allerdings die Anlage auf Seite 39 des Feldjägerberichts. Diese Seite ist offensichtlich Teil eines längeren unbekannten Dokuments, trägt im Feldjägerbericht weder Absender noch Namen. Danach erstellte der Kommandeur in Kundus bereits um 3:16 Uhr in einer E-Mail an das Regionalkommando Nord einen Schadensbericht, in dem die Opferzahlen des F-15-Piloten „bestätigt“ wurden. „Bestätigen“ ist Aufgabe eines „On-scene-BDA“. Auch verstärkt diese Anmerkung offenbar die geäußerte Vermutung auf Seite 3 des Berichtes, wonach Stunden nach dem Bombenabwurf Bodeneinheiten den Einsatzort besuchten.
Die stationäre Rundumbeobachtungsanlage (RBA) im Bundeswehrlager Kundus habe zwar das Annähern und Entfernen von ca. 40 Personen etwa 2 Stunden nach dem Vorfall aufgezeichnet. Aber „nach hiesiger Kenntnis ist der Ereignisort aufgrund der Geografie durch die RBA nicht einsehbar“. Als schließlich am Mittag nach der Bombardierung die vorgeschriebene BDA nachgeholt wurde, habe sich „ein offensichtlich deutlich veränderter Ereignisort [gezeigt], der einen geradezu stark gereinigten Eindruck hinterlässt. Es sind nur noch minimale Spuren von Humanmaterial zu finden, weder Tote noch Verletzte sind vor Ort. […] Das eingesetzte TPT-Personal […] berichtet […], dass vermutlich ca. 14 Zivilpersonen getötet und 4 Zivilpersonen verletzt worden sind (namentlich in Anlage 25 erfasst)“. Am Nachmittag führten die Feldjäger eine Erkundung im Krankenhaus von Kundus durch. „Es werden 6 verletzte und 2 tote AFG [afghanische] Personen vorgefunden (zum Teil auch im Alter zwischen ca. 11 und 15 Jahren), die fast alle über typische Brandverletzungen verfügen.“ Es folgen (WL 6-8) „Folgerungen und Vorschläge für das weitere Vorgehen“.
Dem eigentlichen Feldjägerbericht waren umfangreiche Anlagen angehängt:
Zunächst (WL 10-12) legt sich darin der o. g. Rechtsberater-Stabsoffizier der Bundeswehr ausdrücklich nicht fest, ob Oberst Klein gemäß der hier einschlägigen ISAF-Regel ROE 429 die Bombardierung ohne Nachfrage beim ISAF-Oberkommando befehlen durfte: „Ob die Voraussetzungen der ROE 429 vorgelegen haben, hängt davon ab, ob ausreichende INTEL-Erkenntnisse vorgelegen haben, dass es sich bei den in der Nähe befindlichen Personen um INS gehandelt hat.“
Die übrigen dem Feldjägerbericht angehängten Dokumente allerdings rechtfertigten den Luftangriff noch mit Argumenten, die sich schon einen Tag später als fragwürdig oder widerlegt erwiesen haben, so durch das verwundete Kind, das am 5. September 2009 im Krankenhaus durch den Oberkommandierenden ISAF-Kommandeur US-General Stanley A. McChrystal vor laufender Kamera befragt worden war. Sie blendeten auch mehrere wichtige Fragen aus: Warum erschien es notwendig, auf die sonst üblichen Warnüberflüge zu verzichten? Warum beschränkte man sich nicht darauf, die als Bedrohung eingeschätzten Pickups zu zerstören? Wieso wurde das Oberkommando nicht einbezogen, obwohl hierzu mehrere Stunden Zeit zur Verfügung standen?
Vom 4. September 2009 stammen der Fragenkatalog eines Oberstleutnants aus dem Bundesverteidigungsministerium (WL 23) und die Antwort auf dieses Schreiben, das von Brigadegeneral Vollmer unterzeichnet ist, der zum Zeitpunkt des Angriffs Kommandeur des deutschen Einsatzkontingents und damit Vorgesetzter Kleins und zugleich Regionalkommandeur Nord (RC North) gewesen war (WL 24-25): Zur Aufklärung habe sich eine afghanische Kontaktperson („HUMINT-Kontakt“) in der Nähe der Tanklaster aufgehalten. Sie habe selbst zwar keine Blickverbindung gehabt, habe aber ständig in telefonischem Kontakt mit den Taliban gestanden. „Seine telefonischen Meldungen an TF47 konnten zu 100 % durch die LFz bestaetigt werden“. Die Beobachtungsmöglichkeiten seien gut gewesen und es habe ein eindeutiges Lagebild gewonnen werden können. Die Taliban hätten sich hauptsächlich in unmittelbarer Nähe zu den Tanklastern aufgehalten. Es habe rege Transporttätigkeiten mit Sicherungskräften gegeben. Auf die Frage, wie man zu dem Schluss gekommen sei, dass alle Personen vor Ort Taliban waren, und ob alle Waffen getragen hätten, gab der Kommandeur an, das habe sich aus dem Ort, der Uhrzeit und der Meldung des Informanten ergeben. Zwar hätten „nicht alle“ Waffen getragen, aber dies „vermutlich auch deswegen, weil diese bei den Taetigkeiten gestört hätten.“ Vollmer ergänzte: „Es waren keine Kinder und Frauen vor Ort“. Auf die Frage, wie unbeteiligte Opfer möglichst vermieden werden sollten, verwies der Kommandeur einerseits auf die Meldung des Informanten und andererseits auf die Messung eines der Piloten, dass sich keine zivilen Gebäude in der Nähe befänden. Zur Beurteilung der Bedrohungslage gab er an, dass die Tanklastwagen nachweislich durch Taliban gestohlen worden, mehrere Pickup vor Ort für Umladeaktionen gewesen und Waffen auf einem der Pickups verstaut worden seien. Dies habe zu der Bewertung geführt, dass der Treibstoff für weitere Terroroperationen verladen worden sei. Oberst Klein sei davon ausgegangen, dass die Pickups als rollende Bomben gegen das Feldlager eingesetzt werden sollten. Der Luftangriff sei zur Abwehr einer eindeutigen unmittelbaren Gefahr für das Bundeswehr-Lager Kundus angemessen gewesen. Nach dem Luftangriff seien mehrere Handfeuerwaffen vor Ort geborgen worden. Zur Bewertung des Luftangriffs durch die afghanische Seite und zur Äußerung des Gouverneurs, es habe sich Landbevölkerung vor Ort befunden, die Treibstoff abzapfen wollte, äußerte der Kommandeur, der Gouverneur erkläre nun, er sei falsch zitiert worden. Von afghanischer Seite werde von einem großen Erfolg gesprochen und, dass es „keine unschuldigen Zivilisten getroffen“ habe, es seien ca. 60 Taliban getötet worden.
An den Feldjägerbericht angehängt befinden sich außerdem Protokolle der Feldjäger von „Auswertungsgesprächen“ mit Bundeswehroffizieren (WL 26-27), Vertretern der regionalen Verwaltung (Distrikt-Managern, WL 28-29), Vertretern des Provinzrats und des afghanischen Ermittlungsteams aus Kabul (WL 30-31) und einer Delegation der amerikanischen und britischen Streitkräfte (WL 34-35). In mehreren dieser Protokolle wird festgehalten, dass Recherchen der Bundeswehr bzw. der ISAF zahlreiche zivile Tote einschließlich Kinder und Jugendlicher als Folge der Bombardierung ergeben hatten.
Der Feldjägerbericht trug den Vermerk „Nur Deutschen zur Kenntnis“. Als ihn das NATO-Untersuchungsteam Joint Investigation Board (JIB) dennoch Anfang Oktober 2009 anforderte, wurde seine Aussagekraft durch ein Begleitschreiben des Ministeriums in Frage gestellt, in dem „unvollständige und oberflächliche Feststellungen“ aus Ermittlungen, zu denen der Autor „nicht befugt“ gewesen sei, eingewandt wurden. Entgegen dem Bericht gehe man auf deutscher Seite von einer „ermessensfehlerfreien Entscheidung“ Kleins aus. Nach Eintreffen bei der NATO überprüfte das deutsche Mitglied des JIB, Rechtsberater Björn Voigt, ihn auf für die NATO neue Erkenntnisse. Er fasste zusammen, „dass dort keine neuen Erkenntnisse enthalten waren, die zu diesem Zeitpunkt für das JIB noch von Interesse hätten sein können bzw. noch nicht bekannt waren“.

### COMISAF-Bericht
Am 8. September 2009 setzte ISAF-Kommandeur McChrystal nach den Voruntersuchungen des IAT eine ISAF-Untersuchungskommission unter Leitung des kanadischen Generalmajors Charles S. Sullivan ein. Am 29. Oktober 2009 leitete die ISAF den mit Anlagen knapp 600 Seiten langen „COMISAF–Untersuchungsbericht zu dem Luftangriff am 4. September in Afghanistan“ der Bundeswehr zu. Am selben Tag nahm Generalinspekteur Schneiderhan öffentlich zu ihm Stellung: „Das führte nach meiner Bewertung zu der richtigen Lagebeurteilung, dass der Luftangriff zum damaligen Zeitpunkt militärisch angemessen war. Der Bericht zeigt auf, dass die Anzahl der bei dem Luftschlag ums Leben gekommenen und verletzten Personen nicht mehr ermittelbar ist. Der Bericht gibt lediglich verschiedene Quellen wieder, bei denen die Anzahl der Toten und Verwundeten zwischen 17 und 142 variiert. Der NATO-Bericht führt lediglich an, dass lokale Führer vor Ort von möglicherweise 30 bis 40 Toten und verletzten – wie es im Bericht heißt – “Civilians” berichteten. Fragen nach weiteren Details lehnte Schneiderhan unter Hinweis auf den geheimen Status des Berichts ab.“ Bald darauf ergab sich allerdings aus Zitaten mehrerer überregionaler Tageszeitungen und eines Wochenmagazins, dass Schneiderhan den Inhalt des COMISAF-Berichts sehr einseitig wiedergegeben hatte. So soll General Vollmer ausgesagt haben, er habe keine Erklärung dafür, warum Oberst Klein ihn nicht eingebunden habe: „Es ist inakzeptabel, dass ich erst so spät Notiz davon erhalten habe.“ Der ISAF-Bericht stelle außerdem fest, dass Klein in einem persönlichen Bericht an die ISAF klargemacht habe, dass er primär die Personen um die Tanklaster treffen wollte, nicht die Tanklaster. Klein solle den damaligen Flugleitoffizier Wilhelm als einen der besten Mitarbeiter seines Stabs bezeichnet haben. Wilhelm dagegen soll ausgesagt haben, in jener Nacht sei er die ganze Zeit im Unklaren darüber gewesen, ob sein Kommandeur und er auf derselben Grundlage arbeiteten. Er habe weder daran geglaubt, dass sich auf der Sandbank ausschließlich Aufständische befanden, noch habe er eine „unmittelbare Bedrohung“ heraufziehen sehen. Alle Elemente zusammengenommen seien nach seiner Ansicht zu wenig gewesen, um wirklich „troops in contact“ zu erklären. Oberst Kleins Entscheidung zum Angriff habe im Moment des Eintreffens der F-15 bereits festgestanden. Aber „der Kommandeur bleibt der Kommandeur, und ich bin ein Soldat“. Hauptmann Nordhausen soll ausgesagt haben, zwar sei der Informant, der ohne eigenen Sichtkontakt Angaben zu den Vorgängen um die Tanklaster gemacht habe, gewöhnlich sehr zuverlässig, er habe aber den Kommandeur wiederholt darauf hingewiesen, dass ein Fehler nie ganz auszuschließen sei und dass es auch im Bereich des Denkbaren liege, „dass der Informant sein eigenes Spiel“ spiele. Der Bericht habe zusammengefasst, dass Klein gegen die ISAF-Einsatzregeln verstoßen habe, da er u. a. eigenmächtig den Luftschlag befahl. Die ISAF gehe aber davon aus, dass Klein nicht gegen das Kriegsvölkerrecht verstoßen habe.

### Bericht von Amnesty International
Am 30. Oktober 2009 wurde vom Asia-Pacific Programme von Amnesty International ein Bericht veröffentlicht. Er stütze sich auf Aussagen von Überlebenden, Dorfältesten, des örtlichen Polizeichefs und von Mitarbeitern der UN und der Afghanistan Independent Human Rights Commission. Im Anhang befindet sich eine Namensliste von 83 vermutlich zivilen Todesopfern, darunter mehrere von weniger als 16 Jahren. Manche Namen dieser Liste stimmen mit denen aus amtlichen deutschen Quellen überein. Es seien unnötig Menschen ums Leben gekommen, weil die sonst üblichen Warnüberflüge nicht erfolgt waren. Die Untersuchung lege nahe (suggests), dass bei dem Vorfall Kriegsrecht verletzt wurde.

### Bericht des Roten Kreuzes
Mit Datum vom 5. November 2009 verfasste das Internationale Komitee vom Roten Kreuz (IKRK) einen Bericht, der als streng vertraulich eingestuft sein soll und bisher nicht öffentlich ist. Nach Quellenangaben sollen darin 74 tote Zivilisten namentlich aufgeführt sein. Eine unmittelbare Gefahr sei für die Bundeswehr unwahrscheinlich gewesen; es habe unverhältnismäßig viele Tote gegeben. Dieser Bericht ging wenige Stunden vor der Pressekonferenz Guttenbergs vom 6. November 2009 im Ministerium ein. Dieser bezog sich auf ihn wie folgt: „Ich will an dieser Stelle auch nochmal sagen – obgleich die Berichte widersprüchlich sind, was die zivilen Opfer anbelangt – dass ich persönlich davon ausgehe, dass es zivile Opfer gab. Wir haben ja heute auch nochmal einen Bericht des Roten Kreuzes bekommen.“

### BGH-Richter Ulrich Herrmann und Harald Reiter
Die BGH-Richter Ulrich Herrmann und Harald Reiter kritisierten im August 2021 die Aufklärung des Falls als einen Propagandaerfolg der Taliban. In der Öffentlichkeit habe sich das Bild durchgesetzt, dass der deutsche Kommandeur ohne Vorwarnung eine Menschenmenge bombardiert habe, woraufhin ca. 100 Menschen ums Leben gekommen seien. Tatsächlich jedoch hätten sich große Teile der Menschenmenge bereits vom Angriffsort entfernt, da die Bomber ca. 40 Minuten in geringer Höhe über der Szenerie gekreist hätten. Im Ergebnis hätten Spuren von nur 12 oder 13 Opfern gefunden werden können. Die Richter kritisieren bei der Berichterstattung vor allem mangelhafte journalistische Sorgfalt, da die Infrarotaufnahmen aus den Flugzeugen, welche das Geschehen ausreichend detailliert dokumentieren, in der öffentlichen Verhandlung vor dem LG Bonn vorgeführt und ausgewertet worden seien.

## Informationspolitik der Bundesregierung
Der damals amtierende deutsche Verteidigungsminister Franz Josef Jung dementierte zunächst zivile Opfer ganz. Bis einschließlich 6. September 2009 verbreitete er, es seien „ausschließlich terroristische Taliban“ getroffen worden und der Kommandeur vor Ort habe „klare Hinweise“ gehabt, dass es sich bei den Personen bei den Tanklastern „ausschließlich um Aufständische gehandelt“ habe. Erst als Details durchsickerten, machte Jung geltend, er habe mit zivilen Opfern nur zivile Tote gemeint. Jung betonte bis zum Ende seiner Amtszeit als Verteidigungsminister die unklare Informationslage über zivile Opfer. Den Feldjägerbericht habe er selbst erst am 5. oder 6. Oktober erhalten und ihn dann ohne eigene Kenntnisnahme am 7. Oktober an die NATO-Untersuchungskommission weitergeleitet. Später räumte Jung ein, dass dieser Bericht bereits am 14. September 2009 dem Einsatzführungsstab seines Ministeriums zugeleitet worden war.
Auch andere Politiker der damaligen Regierungsparteien einschließlich Bundeskanzlerin Angela Merkel räumten die inzwischen durchgesickerten zivilen Opferzahlen zunächst nur andeutungsweise ein. Bundeskanzlerin Merkel formulierte am 6. September 2009 vorsichtiger als Jung: „Wenn es zivile Opfer gegeben hat, dann werde ich das natürlich zutiefst bedauern“. In einer Regierungserklärung am 8. September 2009 ergänzte sie: „Die lückenlose Aufklärung des Vorfalls vom letzten Freitag und seiner Folgen ist für mich und die ganze Bundesregierung ein Gebot der Selbstverständlichkeit.“ Sie verbitte sich jedoch Vorverurteilungen, „und zwar von wem auch immer, im Inland genauso wie im Ausland“. Vizekanzler und Außenminister Frank-Walter Steinmeier erklärte am selben Tag:

„Noch wissen wir nicht genau, wie viele Menschen bei dem Luftangriff am vergangenen Freitag in Afghanistan ums Leben gekommen sind. Noch wissen wir nicht, wie viele Zivilisten unter den Opfern waren.(…) Ich habe aber nicht nur mit den europäischen Kollegen telefoniert, sondern vor allen Dingen vorgestern auch mit meinem afghanischen Kollegen, Herrn Spanta. Ich habe ihm im Namen der Bundesregierung das Mitgefühl für die möglicherweise unschuldigen Opfer zum Ausdruck gebracht, die es gegeben hat.“

Insgesamt wurde bis mindestens zum 6. November 2009 in der Öffentlichkeit durch Politiker der Regierungsparteien, Bundeswehr und Bundeswehrverband geltend gemacht, der Luftangriff sei angemessen gewesen und zivile Tote habe es nicht oder in nicht ausreichend genau bekanntem geringem Umfang gegeben. Intern soll das Bundeskanzleramt dagegen bereits vor dem 27. September 2009 zur Einschätzung gelangt sein, dass der Einsatz nicht angemessen war.
Medien und Politiker sprachen zunächst von „Informationspannen“, bestärkt durch Mitteilungen aus dem Verteidigungsministerium und der Begründung der Entbindung des beamteten Staatssekretärs im Bundesministerium der Verteidigung Peter Wichert von seinen Aufgaben sowie der Entlassung des Generalinspekteurs der Bundeswehr Wolfgang Schneiderhan am 26. November 2009.
Vor dem Hintergrund des Wahlkampfs zur Bundestagswahl vom 27. September 2009, der mehrheitlichen Ablehnung des ISAF-Einsatzes der Bundeswehr in der öffentlichen Meinung, zunehmender Kritik ehemaliger Regierungsmitglieder am ISAF-Einsatz, so von Ex-Verteidigungsminister und Ex-Bundeskanzler Helmut Schmidt und von Ex-Verteidigungsminister Rühe, und allmählich bekannt gewordener Details des Luftangriffs und der Informationspolitik der Bundesregierung wurden aber von Teilen der Presse, der Öffentlichkeit und des Parlamentes zunehmend andere Deutungen der „Informationspannen“ vorgebracht. Die Bundeswehr, das Bundesverteidigungsministerium oder die Bundesregierung insgesamt könnte trotz der ihnen bereits vorliegenden Informationen Öffentlichkeit und Parlament bewusst falsch oder verspätet informiert haben. Verhindert werden sollte eine breite öffentliche Diskussion um zivile Opfer des ISAF-Einsatzes im Wahlkampf. Diese hätte vor dem Hintergrund der Unpopularität des Einsatzes in der Wahlbevölkerung zu Stimmengewinnen für einige Oppositionsparteien, vor allem Die Linke, führen können.
Für die Annahme einer Informationslenkung spricht, was erst durch eine Pressemeldung vom 17. März 2010 bekannt wurde: Am 9. September 2009 wurde durch Staatssekretär Wichert im Verteidigungsministerium eine „Gruppe 85“ eingerichtet. Wichert machte am 18. März 2010 vor dem Untersuchungsausschuss geltend, durch diese Gruppe sollte lediglich verhindert werden, dass „eine einseitige Untersuchung der NATO in die Welt gesetzt wird, der wir dann hinterhergelaufen wären“. Im Pressebericht dagegen wird unter Bezug auf interne Dokumente vermutet, es sei Ziel der Gruppe gewesen, die Entscheidung zur Bombardierung gegenüber der NATO, der deutschen Öffentlichkeit und der ermittelnden Staatsanwaltschaft Dresden als „ermessensfehlerfrei“ darzustellen. So habe der Büroleiter des Verteidigungsministers dem Presse- und Informationsstab im Ministerium empfohlen, die Tatsache, dass die geraubten Laster zum Zeitpunkt des Bombardements seit Stunden in einem Flussbett feststeckten und damit selbst keine Gefahr mehr darstellten, „zunächst wegzulassen“. Dazu passt, dass Wichert seinem Minister Jung am 10. September 2009 riet, den Bericht des IAT der NATO selbst dem Bundestag nicht zugänglich zu machen. Die Gruppe 85 wurde vor Amtsantritt Guttenbergs aufgelöst.
Die Veröffentlichung von Auszügen aus amtlichen Texten und eines Videos durch eine überregionale Zeitung am 26. November 2009 reaktivierte dann die Frage, wie es zu den als unzureichend und verspätet kritisierten Bekanntgaben der Bundesregierung über die wahren Vorgänge um den Luftangriff gekommen war.
In der Antwort der Bundesregierung auf eine parlamentarische Anfrage vom 6. Oktober 2009 wurde erstmals eingeräumt, „Schätzungen variieren zwischen 56 getöteten Taliban und 120 getöteten Personen mit einem hohen Anteil an Zivilisten. Der Luftangriff wird von Verbündeten massiv kritisiert“. Steinmeier ergänzte am 5. Dezember 2009, die Regierung habe früh mit möglichen Opfern gerechnet, „Wir alle wussten, dass es viele Opfer gab“. Er machte geltend, er selbst sei damals „weder gegenüber dem Parlament noch in der Öffentlichkeit mit der Gewissheit aufgetreten, dass Zivilisten nicht ums Leben gekommen sind“.
Guttenberg wurde vorgeworfen, dass er am 26. November 2009 die Entlassung Schneiderhans und Wicherts damit begründet hatte, diese hätten ihm auch auf Aufforderung hin am 25. November 2009 noch Informationen vorenthalten. Aus dem Umfeld Schneiderhans und Wicherts wurde aber am 12. Dezember 2009 berichtet, dass beide den von Guttenberg vorgebrachten Gründen ihrer Entlassung widersprochen hätten. Sie hätten ihn beide damals vollständig und korrekt über den Vorfall und die dazu angefertigten Berichte informiert. Zu dem Vorwurf Guttenbergs, ihm seien Berichte unterschlagen, also gezielt vorenthalten worden, äußerte Schneiderhan: „Was diesen 25. nachmittags angeht, sagt er die Unwahrheit.“ Erst am 9. März 2010, acht Tage vor der geplanten Aussage von Schneiderhan und Wichert vor dem Untersuchungsausschuss, nahm Guttenberg den Vorwurf der Unterschlagung zurück: „Ich hatte nie den Eindruck, dass seitens General Schneiderhan oder Dr. Wichert vorsätzlich oder böswillig gehandelt wurde“.
Ein weiterer Vorwurf gegen Guttenberg bezog sich darauf, dass er am 3. Dezember 2009 den Luftangriff öffentlich weiterhin als „militärisch angemessen“ bewertet hatte, obwohl ihm damals schon der geheime ISAF-Untersuchungsbericht vollständig bekannt gewesen war. Ab 11. Dezember 2009 zitierten Medien aus diesem Bericht, und Schneiderhan sowie Wichert ergänzten kurz darauf, Guttenberg sei durch sie auch über weitere Berichte unterrichtet worden. Daher wurde Guttenberg außerdem vorgeworfen, er habe trotz dieser Kenntnis das Parlament und die Öffentlichkeit bewusst nicht über denjenigen Teil des Berichts informiert, in dem festgestellt wurde, dass Klein gegen die ISAF-Einsatzregeln verstoßen habe, und dass es Klein gezielt um die Tötung der Menschen gegangen sei und nicht primär um das Ausschalten der Lastwagen. Guttenberg nahm nur zum letzten Punkt Stellung: Er habe am 6. November 2009 die Fraktionen im Bundestag darüber informiert, dass auch die Taliban Ziel des Angriffes gewesen seien. Den Vorwurf der Unterlassung der übrigen Informationen gab er an seine Kritiker zurück: Bereits am 3. November 2009 hätten führende Oppositionspolitiker und Mitglieder des Verteidigungsausschusses Einblick in den ISAF-Untersuchungsbericht gehabt. Diese waren allerdings zur Verschwiegenheit verpflichtet.
Weiterhin wurde in der Presse und der Opposition gefragt, inwieweit das Kanzleramt oder die Kanzlerin selbst wissentlich Informationen über die Hintergründe des Luftschlags zurückgehalten habe. Dies betrifft vor allem die Frage, ob eine Eskalation der militärischen Mittel vereinbart worden sei, die über den in der Öffentlichkeit bekannten Rahmen und das Bundestagsmandat hinausgeht. Zwar hatte bereits im Juli 2009 der damalige Generalinspekteur der Bundeswehr in Beisein seines Ministers zur Erklärung der bis dahin größten Offensive der Bundeswehr vor den Wahlen in Afghanistan ausgeführt, es sei „jetzt an der Zeit, diese Eskalation vorzunehmen“. Aber noch am 8. November 2009 hatte Steinmeier ausgeführt, er habe dem afghanischen Außenminister versichert, „dass es bei unserer Philosophie und unserem Verständnis des Einsatzes bleibt (…) Wenn es notwendig ist, gegen terroristische Kräfte vorzugehen, dann müssen dabei zivile Opfer vermieden werden.“ Mitte Dezember 2009 allerdings berichtete eine Zeitung, das Kanzleramt, Jung, Schneiderhan, Kontaktpersonen KSK sowie mit der Koordination der Geheimdienste beauftragte Regierungsvertreter hätten vor und nach dem Luftangriff bei Kundus in Abstimmung mit dem US-Geheimdienst CIA eine Eskalation des militärischen Einsatzes vereinbart. Dabei soll es „auftragsgemäß auch im Bedarfsfall um die gezielte Liquidierung der Führungsstruktur der Taliban“ gehen. Oberst Klein „durfte sich nach diesen Regierungsvorgaben regelrecht ermutigt gefühlt haben, einmal kräftig durchzugreifen“. Einen Tag später sprach auch Sigmar Gabriel von einem angeblich am 4. September stattgefundenen geheimen Treffen im Kanzleramt, in dem unter Beteiligung des Verteidigungsministeriums und den Geheimdiensten eine neue „Eskalationsstrategie“ verabredet worden sei. In deren Zusammenhang könnte der Befehl Kleins, gezielt Taliban zu töten, als Teil dieser politisch verabredeten Strategie erscheinen.

## Völkerrechtliche Diskussion der Rechtmäßigkeit und Angemessenheit
Umstritten war zunächst, ob und gegebenenfalls inwieweit das Vorgehen des deutschen Kommandeurs Klein rechtmäßig, den Einsatzregeln entsprechend und militärisch angemessen war.
Am 19. April 2010 gab die Bundesanwaltschaft bekannt, dass sie das Ermittlungsverfahren gegen Oberst Klein und Hauptfeldwebel Wilhelm wegen des Luftangriffs eingestellt hat, „weil im Ergebnis weder die Vorschriften des Völkerstrafgesetzbuches […] noch die Bestimmungen des Strafgesetzbuches […] erfüllt“ seien. Außerdem habe Klein davon ausgehen dürfen, dass „keine Zivilisten vor Ort waren. Deshalb war er nicht verpflichtet, Warnhinweise vor dem militärischen Angriff zu geben.“
Nach den bisher veröffentlichten Berichten kam es mehrfach zu falschen Angaben bei der Anforderung der Bombenabwürfe. Zum Beispiel seien deutsche Soldaten bzw. ihr Lager einer „unmittelbaren Gefährdung“ ausgesetzt gewesen, es habe Feindkontakt am Boden bestanden und es habe sich ausschließlich um Aufständische gehandelt. Ohne darauf einzugehen, dass Klein zugelassen hatte, dass die Bombardierung gegenüber den Piloten mit wissentlich falschen Angaben legitimiert worden war, führte Guttenberg dagegen am 3. Dezember 2009 aus, Klein habe „zweifellos nach bestem Wissen und Gewissen“ gehandelt. Auch in den folgenden Tagen wiederholte er diese Auffassung.
Außerdem hatte Klein gemeldet, er habe gezielt die Aufständischen um die Tanklaster töten wollen. Zur Frage der gezielten Tötung hatte allerdings Generalmajor Rainer Glatz, stellvertretender Kommandeur des Einsatzführungskommandos, bereits 2007 eingeschränkt: „Gewalt von ISAF darf eingesetzt werden (…) nach dem Grundsatz der Verhältnismäßigkeit der Mittel. Dieser schließt Nothilfe und Selbstverteidigung nicht aus“. Dem entspricht die Auskunft der Bundesregierung von Januar 2008, dass die gezielte Tötung nur bei einem tatsächlichen oder unmittelbar bevorstehenden Angriff zulässig sei. Es sei „festzustellen, dass deutsche Soldaten und Soldatinnen derartige Liquidierungen nicht durchführen“. Dementsprechend soll das für Verteidigungspolitik zuständige Referat im Bundeskanzleramt bereits vor Ende September 2009 intern zu der Einschätzung gelangt sein, dass der Befehl zum Luftangriff auf die Tanklaster militärisch nicht angemessen war und es deshalb zu einem Gerichtsverfahren kommen werde.
Die ISAF urteilte in ihrem Untersuchungsbericht, dass Klein gegen die ISAF-Einsatzregeln verstoßen und seine Kompetenzen überschritten habe. Das betraf verbindliche Weisungen des Oberkommandierenden zum Vorgehen bei Bombardierungen vom August 2009 sowie Juli 2009 und könnte disziplinarrechtliche Konsequenzen auslösen (s. u.). Klein habe aber nicht gegen das Kriegsvölkerrecht verstoßen. Auch der damalige Verteidigungsminister Jung bezeichnete das Vorgehen Kleins als rechtmäßig, und sein Nachfolger im Kabinett Merkel II, Karl-Theodor zu Guttenberg, bezeichnete noch am 6. November 2009 in Kenntnis des ISAF-Berichts die Bombardierung der Tanklaster unter Hinweis auf eine „besondere Bedrohungslage in der Region Kunduz“ als „militärisch angemessen. (…) Selbst wenn das Ganze fehlerfrei vonstattengegangen wäre, komme ich doch auch zu dem Ergebnis, dass der Luftschlag hätte stattfinden müssen. (…) Selbst wenn es keinen Verfahrensfehler gegeben hätte, hätte es zum Luftschlag kommen müssen.“ Der Minister räumte also offenkundig ein, dass Formfehler vorgekommen waren, macht aber geltend, dass der Angriff nach seiner Auffassung militär-technisch geboten war. Guttenberg lag zu dieser Zeit allerdings bereits der Bericht des Internationalen Roten Kreuzes vor, der den Angriff als nicht in Einklang mit dem internationalen Völkerrecht stehend beurteilte. Der Minister nahm zu diesem Widerspruch nicht Stellung. General Klaus Naumann, 1991–1996 Generalinspekteur der Bundeswehr und 1996–1999 Vorsitzender des NATO-Militärausschusses, machte am 7. September 2009 zu Gunsten des Kommandeurs geltend, der habe „vor Ort Entscheidungen in Sekunden- und Minutengeschwindigkeit treffen“ müssen. Der Bundeswehr in Potsdam war aber seit dem 4. September 2009 bekannt, dass der Kommandeur fast sechs Stunden Zeit zwischen der Meldung über die entführten Tanklaster und dem Befehl zur Bombardierung hatte. Noch am 27. November 2009 reduzierte Oberst Ulrich Kirsch, Vorsitzender des Bundeswehrverbandes, das Verhalten des Kommandeurs darauf, er habe sich „durch die Tanklastwagen bedroht“ gefühlt. Oberst Klein hatte aber nicht die beiden festsitzenden Tanklaster, sondern einige Pickups als potenzielle Gefahr angesehen.
Am 3. Dezember 2009 gab Verteidigungsminister zu Guttenberg vor dem Bundestag die angekündigte Neubewertung ab. Er behielt sich das Ergebnis der damals bereits laufenden militärischen und gerichtlichen Verfahren und eines von der Opposition geforderten Untersuchungsausschusses nicht vor. Stattdessen erklärte er: „Obgleich Oberst Klein – ich rufe das auch den Offizieren zu, die heute hier sind – zweifellos nach bestem Wissen und Gewissen sowie zum Schutz seiner Soldaten gehandelt hat, war es aus heutiger, objektiver Sicht, im Lichte aller, auch mir damals vorenthaltener Dokumente militärisch nicht angemessen. Nachdem ich – ohne juristische Wertung, das ist mir wichtig – meine Beurteilung diesbezüglich rückblickend mit Bedauern korrigiere, korrigiere ich meine Beurteilung allerdings nicht betreffend meines Verständnisses bezüglich Oberst Klein“. Der ehemalige Generalinspekteur Harald Kujat kritisierte daraufhin: „Es genügt nicht zu sagen, das war militärisch angemessen oder unangemessen“.
Zu den Grenzen des deutschen Afghanistaneinsatzes durch das Grundgesetz (GG) hatte Helmut Schmidt 2008 beim Gelöbnis von Rekruten vor dem Reichstagsgebäude gesagt: „Wenn wir heutzutage an militärischen Eingriffen in Afghanistan uns beteiligen, dann geschieht es in Übereinstimmung mit unserem Grundgesetz (…) Auch künftig werden Bundestag und Bundesregierung unsere Streitkräfte nur im Gehorsam gegen das Grundgesetz und nur im Gehorsam gegen das Völkerrecht einsetzen“. Art. 2 Abs. 2 GG verpflichtet deutsche Soldaten einschließlich der Mitglieder des KSK auch in Afghanistan, Unbeteiligte bzw. Zivilisten bei Anwendung militärischer Gewalt so weit als möglich weder zu verletzen noch zu töten. Dabei sind den deutschen Soldaten im Rahmen des ISAF-Mandats zur Umsetzung der Resolution des UN-Sicherheitsrates vom 21. Dezember 2001 „alle erforderlichen Maßnahmen einschließlich der Anwendung militärischer Gewalt“ erlaubt. Nach Auffassung des Verteidigungsministeriums haben sich die Soldaten dabei an die Vorgaben des humanitären Völkerrechts und des II. Zusatzprotokolls zu den Genfer Konventionen zu halten. Für die Beurteilung des Luftangriffs sei von Bedeutung, dass nichtstaatliche organisierte Gruppen den Schutz als Zivilpersonen verlieren „sofern und solange sie unmittelbar an den Feindseligkeiten teilnehmen“. Allerdings ist in der Praxis die Unterscheidung von einerseits Unbeteiligten bzw. Zivilisten und andererseits „Aufständischen“ (INS, Insurgents), feindlichen Kräften (OMF, opposing militant forces, auch opposing military forces), Taliban, al-Qaida-Kräften bzw. schlichtweg „Terroristen“ schwierig, wenn nicht unmöglich – worauf schon die Vielzahl der Begriffe hinweist. So schilderte General Egon Ramms, Kommandeur des Allied Joint Force Command Brunssum der NATO und damit der ISAF-Einsätze, dass: „lokale Bauern (…) in dem Augenblick, wo sie beispielsweise landwirtschaftliche Aufgaben zu erfüllen haben, mit der Familie beschäftigt sind oder dergleichen mehr, legen sie ihre AK-47 beiseite, um sie möglicherweise im nächsten Jahr nach der Drogensaison wieder rauszuholen und sich den Taliban erneut im Kampf anzuschließen.“ Konkret für den Bereich des Luftangriffs zitiert der Feldjägerbericht zuständige Vertreter der afghanischen Verwaltung: „Es ist schwierig, zwischen Taliban und Einheimischen zu unterscheiden. Wie sieht ein Taliban aus? (…) Der Stamm Omar Khel ist selbst das Problem. Ca. 80 Prozent der Stammesangehörigen gehören zu den INS (…) Auch die Kinder/Heranwachsenden unter den Verletzten waren keine Unbeteiligten.“ Am 18. Dezember 2009 erklärten Ernst-Reinhard Beck, verteidigungspolitischer Sprecher der Unionsfraktion, und Hans-Peter Uhl, innenpolitischer Sprecher der Unionsfraktion, das Grundgesetz müsse geändert werden, da darin bisher die „veränderten Realitäten des 21. Jahrhunderts“ wie die asymmetrische Bedrohung in Afghanistan nicht berücksichtigt sei. „Wir sind rechtlich, mental und politisch nicht aufgestellt für kriegerische Handlungen. Wir wollen die pazifistischsten Pazifisten sein. Das geht nicht.“
Der Historiker Sönke Neitzel schätzt den Vorfall als tragischen Irrtum ein.

## Konsequenzen

### Für Oberst Klein und Hauptfeldwebel Wilhelm
Der Fliegerleitfeldwebel wurde vorläufig von seinen Aufgaben entbunden. Wenig später wurde er dann turnusgemäß zum Hauptfeldwebel befördert.
Die durch McChrystal wegen Regelverstoßes geforderte Abberufung von Oberst Klein soll am Widerstand des deutschen Verteidigungsministeriums gescheitert sein. Klein wurde stattdessen am 28. September 2009 im Rahmen des Kontingentwechsels routinemäßig als Kommandeur des PRT durch Oberst Kai Rohrschneider abgelöst und wieder in Deutschland eingesetzt. Am 5. September 2009 begann die Staatsanwaltschaft Potsdam eine Vorprüfung, ob gegen den Kommandeur des deutschen Feldlagers ein strafrechtliches Ermittlungsverfahren eingeleitet werden soll. Über die Staatsanwaltschaft in Leipzig kam der Vorgang am 6. November 2009 an die Generalbundesanwaltschaft Karlsruhe. Am 19. März 2010 bestätigte diese, dass die Bundeswehr in Afghanistan Partei eines nicht-internationalen bewaffneten Konflikts (Bürgerkriegs) sei und nun gegen Oberst Klein und Hauptfeldwebel Wilhelm wegen Verdachts des Verstoßes gegen § 11 Abs. 1, Nr. 3 Völkerstrafgesetzbuchs (Kriegsverbrechen des Einsatzes verbotener Methoden der Kriegsführung) ein Ermittlungsverfahren eingeleitet habe, um Zeugen einzuvernehmen und den damals Beteiligten rechtliches Gehör verschaffen zu können. Strafbarkeit liegt vor, wenn die Betreffenden „als sicher erwartet“ hatten, „dass der Angriff die Tötung oder Verletzung von Zivilpersonen […] in einem Ausmaß verursachen wird, das außer Verhältnis zu dem insgesamt erwarteten konkreten und unmittelbaren militärischen Vorteil steht“. Am 19. April 2010 gab die Bundesanwaltschaft bekannt, dass sie das Ermittlungsverfahren gegen Oberst Klein und Hauptfeldwebel Wilhelm wegen des Luftangriffs gemäß § 170 Abs. 2 StPO eingestellt hat, „weil im Ergebnis weder die Vorschriften des Völkerstrafgesetzbuches […] noch die Bestimmungen des Strafgesetzbuches […] erfüllt“ seien. Wegen der Verpflichtung zur Einhaltung des Geheimschutzes könne man lediglich einige Gründe der Entscheidung mitteilen. So habe Klein davon ausgehen dürfen, dass „keine Zivilisten vor Ort waren. Deshalb war er nicht verpflichtet, Warnhinweise vor dem militärischen Angriff zu geben. […] Verstöße gegen innerdienstliche Vorgaben, insbesondere gegen einzelne Einsatzregeln (Rules of Engagement) sind nicht geeignet, völkerrechtlich zulässige Handlungen einzuschränken, weil solche Einsatzregeln rein intern gelten und ihnen keine völkerrechtlich verbindliche Rechtswirkung nach außen zukommt“. Im Juni 2010 zitierte ein Nachrichtenmagazin aus dem geheimen Abschlussbericht der Bundesanwaltschaft vom 16. April 2010: Selbst wenn „mit der Tötung mehrerer Dutzend geschützter Zivilisten hätte gerechnet werden müssen“, hätte dies „bei taktisch-militärischer Betrachtung nicht außerhalb jeden Verhältnisses zu den erwarteten militärischen Vorteilen gestanden“. Sowohl „die Vernichtung der Tanklastzüge als auch die Ausschaltung ranghoher Taliban“ hätte eine „nicht zu unterschätzende militärische Bedeutung“ gehabt, ein völkerrechtswidriger „Exzess“ Kleins scheide somit aus. Allerdings ist die Bundesanwaltschaft gegenüber der Bundesregierung weisungsabhängig, und die Sachdarstellung durch die Bundesanwaltschaft stimmte in bedeutsamen Punkten nicht mit öffentlich gewordenen Angaben der ISAF und Bundeswehr überein. Gegen die Entscheidung wurde daher im Namen des European Center for Constitutional and Human Rights (ECCHR) Beschwerde angekündigt. Kritik kam von weiteren Organisationen wie der deutschen Sektion der Vereinigung Internationaler Ärzte für die Verhütung des Atomkriegs und der Organisation Juristinnen und Juristen gegen atomare, biologische und chemische Waffen. Das Verteidigungsministerium erklärte am 19. August 2010, gegen Oberst Klein, zurzeit Chef des Stabes der 13. Panzergrenadierdivision in Leipzig, werde auch disziplinarrechtlich wegen des Verdachts auf ein Dienstvergehen nach der Wehrdisziplinarordnung nicht mehr ermittelt. Einer der Opferanwälte der ECCHR äußerte hierzu, diese Einstellungsentscheidung sei „offensichtlich politisch motiviert und nicht von einer rechtlichen Analyse geleitet“.
Klein wurde 2013 zum Abteilungsleiter im neuen Bundesamt für das Personalmanagement der Bundeswehr ernannt. Damit war eine Beförderung zum Brigadegeneral verbunden, die am 27. März 2013 erfolgte. Das Verteidigungsministerium bestätigte weiterhin, dass Klein für die künftige Tätigkeit „gut geeignet“ sei und alle fachlichen Voraussetzungen erfülle.
Wenige Tage nach dem Luftangriff sollen die beiden US-Piloten auf Betreiben des Oberkommandierenden McChrystal wegen Verletzung von Einsatzregeln vom Einsatz abberufen und strafversetzt worden sein.

### Für das deutsche Verteidigungsministerium
Am 26. November 2009, wenige Stunden nach der Zeitungsveröffentlichung, entband Verteidigungsminister zu Guttenberg mit Hinweis auf die ministeriumsinterne Zurückhaltung von Informationen den beamteten Staatssekretär im Bundesministerium der Verteidigung Peter Wichert von seinen Aufgaben. Mit ihm zusammen ging unter demselben Vorwurf auch der Generalinspekteur der Bundeswehr Wolfgang Schneiderhan, formal, nachdem er selbst seinen Rücktritt eingereicht hatte. Später widersprachen Schneiderhan und Wichert den Gründen ihrer Entlassung; sie hätten den Minister umfassend und korrekt informiert. Jung übernahm am 27. November 2009, inzwischen im neuen Kabinett Arbeitsminister, die politische Verantwortung für die falsche bzw. verspätete Unterrichtung von Parlament und Öffentlichkeit und bot seinen Rücktritt an, der von der Bundeskanzlerin angenommen wurde.

### Für die Opfer und deren Angehörige
Der Bremer Anwalt Karim Popal gab am 27. November 2009 an, er habe im Laufe von zwei Reisen in die Gegend des Luftangriffs 179 zivile Opfer festgestellt, darunter 134 Tote. Zusammen mit weiteren Anwälten forderte er unter Hinweis auf ihm gegebene Mandate Schadensersatz von der Bundesregierung.
Das Verteidigungsministerium bestätigte, es wolle den zivilen Opfern bzw. deren Hinterbliebenen „schnelle“ und „unbürokratische“ Hilfe gewähren. Die Bundeswehr hatte bereits 2008, als an einem Checkpoint eine afghanische Frau und ihre zwei Kinder durch Schüsse deutscher Soldaten zu Tode gekommen waren, 20.000 Dollar an deren Familie gezahlt. Die durch deutsche Zeitungen genannte Summe von 3 Millionen Euro sei allerdings reine Spekulation.
Am 11. Januar 2010 meldete eine Zeitung, Popal und Vertreter der Bundesregierung verhandelten derzeit vor Ort noch über die Höhe der Entschädigung. Man habe sich bisher darauf geeinigt, an einzelne Personen nur kleine Beträge auszuzahlen. Die Masse soll für den Aufbau regionaler Projekte zu verwenden, die durch die Gesellschaft für Technische Zusammenarbeit betreut und durch die Bundeswehr geschützt werden sollten. Am 4. Februar 2010 gab die Bundeswehr an, das PRT Kundus habe insgesamt 1.400 Hilfspakete im Wert von etwa 150.000 Euro an afghanische Verteiler übergeben. Die Pakete seien „für bedürftige Familien gedacht, die in jenem Gebiet leben, das am 4. September 2009 vom Luftschlag betroffen war“, also nicht nur für Opfer und Hinterbliebene des Luftangriffs. Jedes Paket für Familien mit bis zu fünf Personen enthalte 50 Kilogramm Mehl, 10 Kilogramm Reis, 4 Kilogramm Bohnen, 2 Kilogramm Zucker sowie 5 Liter Speiseöl, außerdem etwas Brennholz oder ein Gasheizgerät mit einer fünf Kilogramm Kartusche. Zusätzlich erhalte jedes Familienmitglied eine Wolldecke. Die Familien seien vom Gouverneur des Distrikts, von Dorfältesten sowie von Vertretern des Bremer Anwalts Popal ausgewählt worden. Im Lauf der Zeit zogen sich mehrere Anwälte aus der Zusammenarbeit mit Popal zurück, darunter der ehrenamtlich für die Nichtregierungsorganisation Fair Trials International tätige Frankfurter Rechtsanwalt Oliver Wallasch. Es blieben Popal und der ebenfalls in Bremen tätige Rechtsanwalt Bernhard Docke. Sie erhöhten Ende Februar 2010 die für Opfer und Angehörige geforderte Entschädigung auf 7 Millionen Euro und leiteten daraus für sich Honorar in Höhe von 178.500 Euro plus Reisekosten in Höhe von 25.000 Euro ab. Das Ministerium wies dies Mitte März 2010 als unseriös zurück; möglicherweise werde die geplante Projekthilfe nun ohne die Hilfe der Anwälte verwirklicht. Im März 2010 forderten 30 Familienoberhäupter über die Unabhängige Afghanische Menschenrechtskommission (AIHRC) Entschädigung für 66 Todesopfer. Das Verteidigungsministerium nahm deswegen Kontakt mit dem AIHRC auf. Der Journalist Christoph Reuter und der Fotograf Marcel Mettelsiefen recherchierten von Dezember 2009 bis März 2010 vor Ort und ermittelten mit Hilfe Einheimischer 91 Todesopfer. Ab April 2010 stellten sie zunächst in Berlin in einer Wanderausstellung das Ergebnis mit Fotos vieler Opfer dar. Im August 2010 bestätigte die Bundeswehr, dass die Familien dieser 91 Toten und von 11 Schwerverletzten je 5000 US-Dollar als humanitäre Hilfe im Sinne von „freiwilligen Ex-Gratia-Unterstützungsleistungen“ ohne Anerkennung einer Schuld erhalten sollen. Verzicht auf juristische Ansprüche sei keine Bedingung. Die Beträge sollen auf Bankkonten gehen, die für die männlichen Familienoberhäupter eingerichtet werden sollen. Die bisher geplante Projekthilfe dagegen werde aufgegeben.

## Bundestag

### Debatte

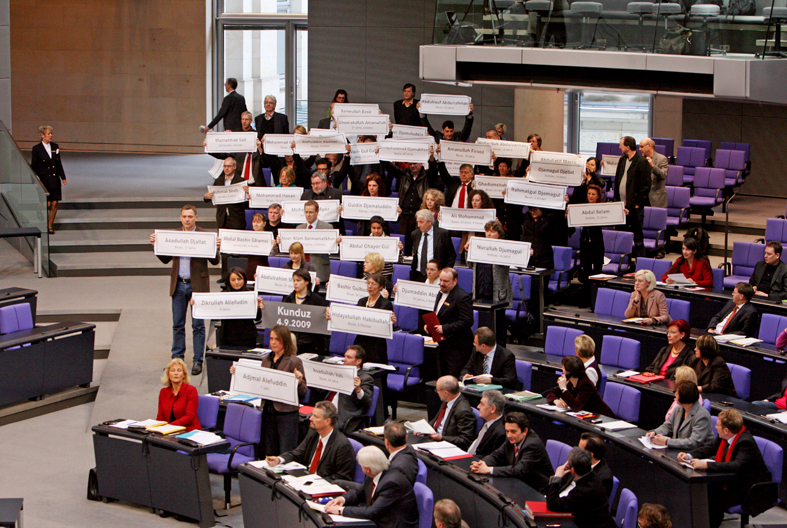
Schilder-Aktion der Linken

Am 26. Februar 2010 kam es während einer Debatte zum neuen Afghanistan-Mandat zu einem Vorfall im Deutschen Bundestag. Alle Mitglieder der Linksfraktion wurden von sitzungsleitenden Bundestagspräsidenten Lammert gemäß § 38 der Geschäftsordnung des Deutschen Bundestages von der Sitzung ausgeschlossen, nachdem sie Schilder mit Todesanzeigen für die Opfer des Luftangriffs hochgehalten hatten. Begründet wurde der Ausschluss mit der Unzulässigkeit von Demonstrationen im Plenarsaal. Nach Angaben des stellvertretenden Fraktionschefs der Linken, Jan van Aken, wollten die Abgeordneten der Opfer gedenken. Zur Abstimmung über das Mandat wurden die Abgeordneten kurzzeitig wieder zugelassen.

### Untersuchungsausschuss
Im Parlament forderten vor allem Oppositionspolitiker nach Bekanntwerden einiger Details des Luftangriffes einen Untersuchungsausschuss, um die Frage zu klären, ob das Verfassungsorgan Deutscher Bundestag durch das Verfassungsorgan Bundesregierung in seinen Informationsrechten beeinträchtigt wurde, ob die Bundesregierung oder der damalige Verteidigungsminister Jung, der damalige Vizekanzler Frank-Walter Steinmeier und weitere Personen daran wissentlich beteiligt waren, und worüber Verteidigungsminister Guttenberg wann informiert war. Die Obleute der Fraktionen einigten sich am 2. Dezember 2009 darauf, dass sich am 16. Dezember 2009 der Verteidigungsausschuss gemäß Art. 45a GG als Untersuchungsausschuss konstituieren solle. Dessen Sitzungen sind anders als die eines „gewöhnlichen“ parlamentarischen Untersuchungsausschusses in der Regel nicht öffentlich. Der Ausschuss einigte sich in seiner ersten Sitzung am 21. Januar 2010 darauf, in den nächsten drei Sitzungstagen die militärischen Details und ab Anfang März 2010 die politische Kommunikation zu untersuchen. Die öffentliche Zeugenanhörung des Untersuchungsausschusses endete am 10. Februar mit der Befragung von Angela Merkel und Frank-Walter Steinmeier. Der Abschlussbericht wurde am 25. Oktober 2011 dem Deutschen Bundestag vorgelegt und am 1. Dezember 2011 im Plenum abschließend debattiert.

## Gerichtsverfahren

### Überblick
Insgesamt überlagern sich beim deutschen Afghanistan-Einsatz verschiedene Rechtssysteme, die von Experten als bisher im Einzelnen und in ihrem Zusammenwirken wenig aufgearbeitet dargestellt werden. Entsprechend wurde von verschiedenen Seiten über eine für die Soldaten unzumutbar unklare Rechtslage geklagt. Die langen und kontroversen Diskussionen um die Angemessenheit des Bombardements haben die vielen Uneindeutigkeiten im Rechtsverständnis offenbart. Der Untersuchungsausschuss des Deutschen Bundestages stellte außerdem fest, dass bei den handelnden Personen erhebliche Unsicherheiten in Bezug auf den Umgang
mit nationalen und internationalen Einsatzregeln bestanden haben. Die Bundesrepublik leistete freiwillige Entschädigungszahlungen, eine Klage auf Schadensersatz wurde hingegen abgewiesen.

### Zivilklage gegen die Bundesrepublik Deutschland von afghanischen Hinterbliebenen
Vor dem Landgericht Köln machte ein Bauer aus Omar Khel in der Nähe von Kunduz einen Schmerzensgeldanspruch in Höhe von 40.000 Euro geltend. Er behauptete, zwei seiner Söhne bei dem Luftangriff verloren zu haben. Eine Mutter von sechs Kindern aus Omar Khel behauptete, ihr Ehemann und Vater ihrer Kinder sei bei dem Luftangriff ums Leben gekommen. Sie machte einen Unterhaltsschaden über 50.000 Euro geltend.
Das Verfahren führte neben medialer Aufmerksamkeit auch zu erneuten offenen Anfeindungen gegen Georg Klein.
Mit Urteil vom 13. Dezember 2013 wies das LG Köln die Klage ab. Ein Anspruch auf Schadensersatz gegen die beklagte Bundesrepublik Deutschland sei bereits dem Grunde nach nicht gegeben. Es gebe keine völkerrechtliche Norm, die den Klägern als Individuen für die Folgen des Bombardements der Tanklastwagen einen Anspruch auf Schadensersatz gegen die Beklagte einräume. Auch sei nach dem Ergebnis der Beweisaufnahme eine schuldhafte Amtspflichtverletzung eines deutschen Amtsträgers nicht festzustellen.
Gegen das Urteil wurde durch die Kläger Berufung eingelegt. Diese wurde am 12. März 2015 vor dem Oberlandesgericht Köln verhandelt (Aktenzeichen: 7 U 4/14). Mit Urteil vom 30. April 2015 hat der 7. Zivilsenat des Oberlandesgerichts Köln die Berufung zurückgewiesen. Zugleich ließ der Senat die Revision zum Bundesgerichtshof zu.
Der Bundesgerichtshof bestätigte auf die Revision der Kläger hin am 6. Oktober 2016 (Aktenzeichen: III ZR 140/15) die Entscheidung des Oberlandesgerichts Köln. Zur Begründung führte der für das Staatshaftungsrecht zuständige III. Zivilsenat aus, dass der damalige Bundeswehroberst Georg Klein „nach Ausschöpfung aller zur Verfügung stehenden Aufklärungsmöglichkeiten“ nicht habe erkennen können, dass sich im Zielbereich des Luftangriffs Zivilisten befanden.
Im November 2020 nahm das Bundesverfassungsgericht eine gegen die Versagung von Amtshaftungsansprüchen gerichtete Verfassungsbeschwerde nicht zur Entscheidung an.

### Verwaltungsgerichtliche Feststellung der Rechtswidrigkeit des Luftangriffs
Einer der beiden afghanischen Tanklastwagen-Fahrer, der durch den Luftangriff Schädigungen physischer und psychischer Art erlitten habe, an denen er noch leide, erhob Feststellungsklage zum Verwaltungsgericht Köln. Gegenstand war in erster Linie der von Oberst Klein befohlene Luftangriff vom 4. September 2009 bei Kunduz. Die Klage wurde als unzulässig abgewiesen, da dem Kläger das erforderliche Feststellungsinteresse fehle. Soweit der Kläger wegen des für rechtswidrig gehaltenen Befehls letztlich Schadenersatz und Schmerzensgeld erhalten wolle, sei der Rechtsweg zu den Zivilgerichten eröffnet.

### Strafrechtliches Ermittlungsverfahren gegen Oberst Klein und Hauptfeldwebel Wilhelm
Der Vater zweier durch die Bombardierung getöteter Kinder erstattete Strafanzeige gegen Oberst Klein und Hauptfeldwebel Wilhelm.
Am 16. April 2010 stellte die Bundesanwaltschaft das Ermittlungsverfahren gemäß § 170 Abs. 2 StPO ein und verneinte dabei eine Strafbarkeit sowohl nach dem Völkerstrafgesetzbuch (VStGB) als auch nach dem Strafgesetzbuch (StGB). Ein Klageerzwingungsverfahren vor dem Oberlandesgericht Düsseldorf blieb erfolglos.
Nach Ansicht des Bundesverfassungsgerichts war die Einstellung zu Recht erfolgt. Jedoch wurde Opfern einer Straftat und im Todesfall ihren Angehörigen ein aus dem Grundgesetz abgeleiteter Anspruch auf effektive Strafverfolgung zuerkannt, wenn bestimmte Voraussetzungen vorliegen. In älteren Entscheidungen war ein solcher Anspruch noch explizit abgelehnt worden. Die Entscheidung des Bundesverfassungsgerichts vom 19. Mai 2015 in diesem Fall bildete den Schlusspunkt der vier Entscheidungen des Bundesverfassungsgerichts aus den Jahren 2014 und 2015 zum Anspruch auf Strafverfolgung Dritter.
Auch der Europäische Gerichtshof für Menschenrechte (EGMR) entschied im Februar 2021, dass Deutschland den Luftangriff trotz Versäumnissen hinreichend ermittelt habe. Nachdem der EGMR mit Verfügung vom 2. September 2016 den entscheidungsrelevanten Sachverhalt zusammengefasst und an die Parteien konkrete Fragen zur weiteren Aufklärung des Sachverhalts gerichtet hatte, wies das Gericht die Menschenrechtsbeschwerde mit Urteil vom 16. Februar 2021 ab (EGMR, Beschwerde 4871/16). Die Untersuchung des Vorfalls durch die deutschen Stellen habe den Anforderungen des Art. 2 EMRK genügt. Insbesondere stehe den Verletzten mit dem Klageerzwingungsverfahren, der Anhörungsrüge und der Verfassungsbeschwerde ein effektiver Rechtsschutz zur Verfügung, der den europarechtlichen Anforderungen genüge.

### Strafanzeige gegen Minister Franz Josef Jung
Die Fraktion Die Linke des Hessischen Landtags zeigte Jung wegen Strafvereitelung im Amt an. Jung habe Anfang September 2009 Kenntnis über einen Feldjäger-Bericht erhalten (was er allerdings bestreitet), der Belege dazu enthielt, dass Dutzende Zivilisten von dem Angriff auf die Tanklastzüge betroffen waren. Er habe aber diesen Bericht nicht an die Staatsanwaltschaft weitergereicht.

## Kino und Fernsehen
- Dokufiktion des ZDF, An einem Tag in Kunduz – Der tödliche Befehl, Erstausstrahlung am 7. September 2011[161]
- „Eine mörderische Entscheidung“, NDR, Erstausstrahlung im August 2013.
- „Wer die Hunde weckt“ – ein Thriller von Achim Zons
- Kunduz: The Incident at Hadji Ghafur, Film von Simona und Stefan Gieren (2012)